# Charles Murray (oficial militar)
Charles Patrick Murray, Jr. (Baltimore, 26 de setembro de 1921 — Columbia, 12 de agosto de 2011) foi um militar norte-americano, detentor da Medalha de Honra por suas ações na Segunda Guerra Mundial. 

## Biografia
Nascido em Baltimore, Maryland, Murray mudou-se para Wilmington, Carolina do Norte com um ano de idade. Tornou-se escoteiro bem cedo, ascendendo a "Eagle Scout", o mais alto grau do escotismo norte-americano, em 1934. Após terminar seus estudos em 1938, ele entrou para a Universidade da Carolina do Norte em Chapel Hill para estudar Ciências Contábeis. Seu aprendizado, contudo, foi interrompido no terceiro ano, quando juntou-se ao Exército dos EUA. 
Chegando ao nordeste da França em outubro de 1944 como comandante de pelotão do 30º Regimento da 3ª Divisão de Infantaria, o Primeiro-Tenente Murray rapidamente ganhou o comando da Companhia C devido ao alto número de baixas entre os oficiais em combate. No dia 16 de dezembro, sua companhia cruzou o rio Weiss, estabelecendo uma posição defensiva perto da vila de Kaysersberg. Avançando sorrateiramente sozinho, ele avistou um grupamento de 200 soldados alemães numa estrada a 150 metros, abrindo fogo contra uma posição americana próxima dali. Ele pediu suporte de artilharia, mas a salva errou o alvo; ao tentar corrigir a telemetria, o sinal do rádio foi perdido. Murray então apanhou um rifle M1 com lançador de granadas e, revelando sua posição, começou a disparar contra os alemães. Quando as granadas acabaram, ele tomou para si um rifle automático Browning e continuou a fuzilar o inimigo, matando 20 soldados e fazendo com que o restante recuasse. Ele destruiu um caminhão alemão que carregava três morteiros e fez com que a desordem se espalhasse entre os alemães em fuga, até que seus próprios soldados chegassem com um morteiro. Murray então direcionou o fogo de morteiro sobre o inimigo, e capturou 10 deles em seguida. Quando o 11º fingiu entregar-se e lançou-lhe uma granada, ele foi ferido com oito estilhaços em sua perna esquerda. Mesmo assim, Murray permaneceu de pé e recusou cuidados médicos até certificar-se de que a Companhia C tivesse estabelecido sua posição no campo. 
Após tratamento, ele voltou ao comando em 28 de dezembro. Recomendado para Medalha de Honra do Congresso em março de 1945, Murray somente ficou sabendo da sua comenda através de uma carta da esposa, que recortara a notícia de um jornal. Ele recebeu a medalha numa cerimônia em Salzburgo, com toda a 3ª Divisão de Infantaria, em 1 de agosto de 1945, oito meses depois de suas ações. Voltando para os EUA em setembro, ele concluiu o curso superior em 1946 e voltou à Europa para quatro anos de serviço de ocupação, tornando-se oficial de inteligência em Salzburgo. Além da Medalha de Honra, Murray também recebeu 3 Estrelas de Prata, 2 Estrelas de Bronze e o Coração Púrpura por sua atuação na Segunda Guerra Mundial. 

Participando da Guerra da Coreia e do Vietnã, Murray aposentou-se como Coronel em 1973. Em seguida, trabalhou no Departamento Prisional da Carolina do Sul até aposentar-se definitivamente. Sobre sua ação em Kaysersberg, ele disse: 
| “ | Eu não estava pensando, apenas reagindo, fazendo o que fui treinado para fazer | ” |

Charles Murray faleceu no dia 12 de agosto de 2011 em Columbia, na Carolina do Sul de insuficiência cardíaca congestiva aos 89 anos de idade. Murray deixou a esposa Anne, dois filhos e quatro netos. Encontra-se sepultado no Cemitério Nacional de Arlington, Condado de Arlington, Virgínia.

## Galeria

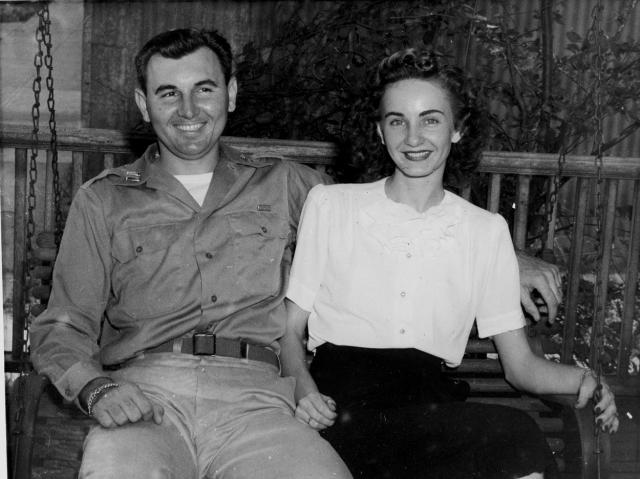
Charles e sua esposa Anne após retornar da Europa em setembro de 1945
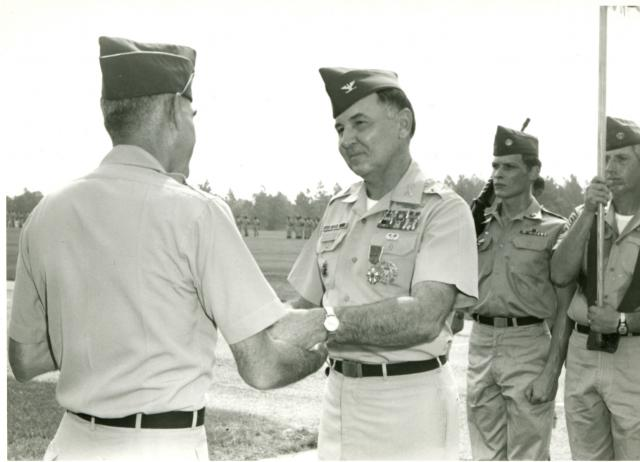
Murray é cumprimentado na cerimônia de sua aposentadoria em 30 de julho de 1973
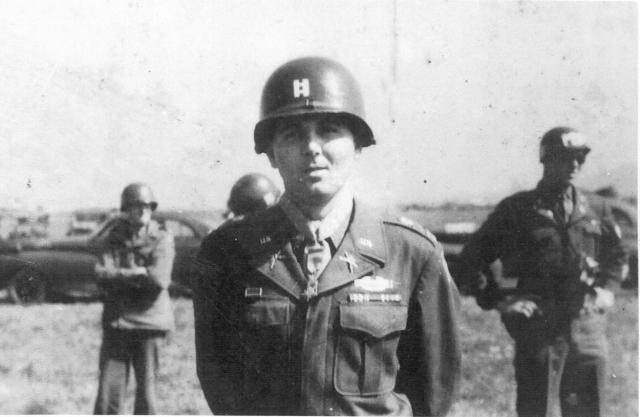
Murray após ser agraciado com a Medalha de Honra em 5 de julho de 1945